# Liste von Kindermuseen
Die Liste von Kindermuseen gibt einen Überblick zu Kindermuseen, also zu Museen, die von ihrer Präsentation her – etwa als Erlebnismuseen – vor allem Kinder ansprechen wollen. Die Liste erhebt keinen Anspruch auf Vollständigkeit.

## Deutschland
| Bezeichnung                                    | Bild           | Standort                                                                                      | Bundesland          | Errichtung Einweihung                                            | Weitere Informationen |
| ---------------------------------------------- | -------------- | --------------------------------------------------------------------------------------------- | ------------------- | ---------------------------------------------------------------- | --- |
| Atlantis Kindermuseum                          |                | Duisburg (Lage)                                                                               | Nordrhein-Westfalen |                                                                  | Das Kindermuseum war das größte Museum seiner Art in Deutschland. Es wurde am 8. Januar 2004 eröffnet und am 4. November 2007 geschlossen. |
| Kindermuseum Zinnober                          | weitere Bilder | Hannover, Linden-Mitte (Lage)                                                                 | Niedersachsen       |                                                                  | |
| Alice – Museum für Kinder                      |                | Berlin-Oberschöneweide, im Freizeit- und Erholungszentrum (FEZ) der Berliner Wuhlheide (Lage) | Berlin              |                                                                  | bis Mai 2012: Kindermuseum im FEZ |
| Extavium                                       | weitere Bilder | Potsdam, Am Kanal 57 (Lage)                                                                   | Brandenburg         | 2006 (Ersteröffnung), seit August 2015 im Potsdamer Stadtzentrum | bis Mai 2011 Exploratorium Potsdam |
| Kinder- und Jugendmuseum München               | weitere Bilder | München, im Starnberger Flügelbahnhof des Münchner Hauptbahnhofes (Lage)                      | Bayern              | 1990                                                             | |
| Kinder- und Jugendmuseum Donaueschingen        |                | Donaueschingen (Schwarzwald-Baar-Kreis) (Lage)                                                | Baden-Württemberg   |                                                                  | |
| Dithmarscher Kinder- und Jugendmuseum (DiKiMu) |                | Meldorf (Kreis Dithmarschen)                                                                  | Schleswig-Holstein  |                                                                  | |
| Kindermuseum in Stendal                        | weitere Bilder | Stendal (Landkreis Stendal) (Lage)                                                            | Sachsen-Anhalt      |                                                                  | im Winckelmann-Museum |
| Explorado                                      |                | Troisdorf (Lage)                                                                              | Nordrhein-Westfalen |                                                                  | Seit 12.10.2024, davor Innenhafen Duisburg (Lage)                                                                                          |

## Weitere
| Bezeichnung                    | Bild           | Standort                                        | Staat      | Errichtung Einweihung | Weitere Informationen                                                                                              |
| ------------------------------ | -------------- | ----------------------------------------------- | ---------- | --------------------- | --- |
| FRida&freD                     |                | Graz, Augarten (Lage)                           | Österreich |                       | |
| California Academy of Sciences | weitere Bilder | San Francisco (Kalifornien) (Lage)              | USA        | 1853                  | Das Gebäude wurde von 2005 bis 2008 komplett neu gebaut, es beherbergt damit eines der modernsten Museen der Welt. |
| Creaviva                       | weitere Bilder | Bern, Fruchtland 3, im Zentrum Paul Klee (Lage) | Schweiz    | 2005                  | |